# Нисте (река)
Нисте (нем. Nieste) — река в Германии, протекает по землям Гессен и Нижняя Саксония; является правым притоком реки Фульда. Площадь бассейна реки составляет 88,131 км². Длина реки — 21,8 км.
Название впервые зафиксировано в 1340 году в форме Nyeste, через потерю начального s восходит к германскому *snew-s- в значении «спешащий», «воды, которые имеют тенденцию течь быстро».